# Anita Asiimwe
Anita Asiimwe là một Bộ trưởng Nhà nước Rwanda và một chuyên gia về sức khỏe cộng đồng. Kể từ tháng 10 năm 2017, cô là Điều phối viên quốc gia của Chương trình phát triển tuổi thơ quốc gia.